# Jordan Poole
Jordan Anthony Poole (sinh ngày 19 tháng 6 năm 1999) là một cầu thủ bóng rổ chuyên nghiệp người Mỹ đang thi đấu cho Washington Wizards tại Giải bóng rổ Nhà nghề Mỹ (NBA). Anh theo học tại trường trung học Rufus King ở Milwaukee và trường La Lumiere ở La Porte, Indiana . Anh được tuyển chọn vào đội một toàn Wisconsin năm 2016 khi còn là học sinh lớp 12 và là thành viên của đội vô địch giải Trung học Quốc gia Dick's 2017 khi là học sinh cuối cấp. Poole sau đó chơi cho Michigan Wolverines ở cấp độ đại học. Tại Michigan, anh là thành viên của đội mùa 2017–18 đã vô địch giải đấu Big Ten 2018 và tiến đến trận tranh chức vô địch quốc gia của mùa giải đó. Poole được biết đến với việc thực hiện cú ném ba điểm buzzer beater ở vòng hai NCAA Division I 2018 để giúp cho Michigan giành chiến thắng và tiến vào vòng Sweet Sixteen.
Với biệt danh là "Poole Party", Poole đã trải qua hai mùa giải với tư cách là cầu thủ hai chiều của Warriors trước khi trở thành một phần không thể thiếu của đội tại NBA bắt đầu từ năm 2021. Anh dẫn đầu NBA về tỷ lệ ném phạt trong mùa giải 2021–22 và tiếp tục giành chức vô địch NBA với Warriors trong cùng mùa giải năm đó.

## Sự nghiệp chuyên nghiệp

### Golden State Warriors (2019–nay)

#### Những năm đầu (2019–2021)
Vào ngày 20 tháng 6 năm 2019, Poole được xếp thứ 28 chung cuộc trong vòng đầu tiên của NBA draft 2019 bởi Golden State Warriors. Hợp đồng đảm bảo của anh có giá trị 6,2 triệu đô la trong vòng ba năm. Vào ngày 11 tháng 7, Warriors đã ký hợp đồng với Poole với tư cách là tân binh. Trong trận đấu mở màn mùa giải 2019–20 của Warriors vào ngày 24 tháng 10, Poole có trận ra mắt NBA và vào sân từ băng ghế dự bị trong trận thua 122–141 trước Los Angeles Clippers với 5 điểm, 2 rebound, 2 kiến tạo và 1 cướp bóng. Vào ngày 29 tháng 10, anh có trận đấu chính đầu tiên tại NBA cho Warriors trước Pelicans, ghi được 13 điểm trong trận thắng đầu tiên trong mùa giải của Warriors. Vào tháng 12 năm 2019, Poole chuyển tới thi đấu cho Santa Cruz Warriors tại NBA G-League. Trong trận đấu đầu tiên, anh ghi được 23 điểm trước Stockton Kings. Trong trận thứ hai của mình, anh đã ghi được năm cú ném ba điểm thành công trong trận thua trước Texas Legends, ghi được tổng cộng 31 điểm và có 5 rebound, 4 kiến tạo và 3 cướp bóng. Vào tháng 1 năm 2020, Poole trở lại đội hình Golden State Warriors. Vào ngày 18 tháng 1, Poole đã ghi được 21 điểm, cao nhất trong sự nghiệp khi đó trong chiến thắng 109–95 trước Orlando Magic.
Hậu vệ ghi điểm xuất phát chính Klay Thompson bỏ lỡ toàn bộ mùa giải 2020–21 của Warriors đã tạo cơ hội cho Poole. Vào ngày 4 tháng 3 năm 2021, Poole đã ghi được 26 điểm, cao nhất sự nghiệp khi đó trong trận thua 120–98 trước Phoenix Suns. Vào ngày 14 tháng 5, Poole đã ghi được 38 điểm cao nhất sự nghiệp khi đó trong chiến thắng 125–122 trước New Orleans Pelicans. Warriors đã sử dụng nhiều hậu vệ ghi điểm trong suốt mùa giải đó và khép lại mùa giải NBA 2020–21 với Kent Bazemore, Mychal Mulder, Damion Lee và Kelly Oubre Jr.

#### Mùa giải đột phá và chức vô địch đầu tiên (2021–nay)
Poole đã đánh bại Otto Porter Jr. và Lee để giành vị trí hậu vệ ghi điểm trong đội hình xuất phát của Warriors trong mùa giải 2021–22 trong khi Klay Thompson tiếp tục quá trình hồi phục. Vào ngày 21 tháng 11 năm 2021, Poole đã ghi được 33 điểm với 8 quả ba điểm (cao nhất sự nghiệp) trong chiến thắng 119–104 trước Toronto Raptors. Với sự trở lại của Klay Thompson sau chấn thương trong đội hình xuất phát vào tháng 1 năm 2022, Poole bắt đầu chơi hậu vệ dẫn bóng trong hệ thống ba hậu vệ cùng với cả Thompson và Steph Curry. Với việc Curry phải ngồi ngoài vào cuối mùa giải, Poole đã ghi được 20 điểm trở lên ở 18 trong số 20 trận cuối cùng. 17 trong số hơn 20 trận đó là chuỗi liên tiếp. Kỉ lục 17 trận liên tiếp ghi 20 điểm trở lên kết thúc vào ngày 7 tháng 4 trước Los Angeles Lakers trong một đêm mà Poole ghi được 19 điểm và 11 kiến tạo (cao nhất sự nghiệp) để góp công vào chiến thắng 128–112. Poole (92,5%) cũng đã vượt qua Curry (92,3%) để trở thành người dẫn đầu về tỷ lệ ném phạt hàng năm của NBA. Đây là lần đầu tiên sau 45 năm, hai vị trí dẫn đầu ở chỉ số này là đồng đội. Vào ngày thi đấu cuối cùng, anh đã thực hiện thành công 4 trên 4 pha ném phạt để giữ vị trí dẫn đầu, kết thúc mùa giải với 28 cú ném phạt thành công liên tiếp. Poole không thể lọt vào vòng chung kết chính thức (Ja Morant, Darius Garland và Dejounte Murray) cho Giải thưởng Cầu thủ tiến bộ nhất NBA và chỉ đứng thứ tư trong cuộc bỏ phiếu (mặc dù anh đã đứng thứ ba trong vòng bầu chọn đầu tiên). Vào ngày 16 tháng 4, trong Game 1 của vòng 1 NBA playoffs 2022, anh xuất phát chính và ghi được 30 điểm trong chiến thắng 123–107 trước Denver Nuggets. Đây là lần đầu tiên trong sự nghiệp Poole được tham dự một trận đấu ở giai đoạn sau. Hai ngày sau, trong Game 2, anh ghi được 29 điểm và 8 kiến tạo trong chiến thắng 126–106. Warriors tiếp tục tiến sâu và giành chiến thắng trong trận Chung kết NBA trước Boston Celtics, giúp cho Poole giành được chức vô địch NBA đầu tiên.
Vào ngày 5 tháng 10 năm 2022, trong một buổi tập luyện của Warriors, Poole và đồng đội Draymond Green đã xảy ra xô xát dẫn đến việc Green tấn công Poole. Vào ngày 9 tháng 10, Green đã công khai xin lỗi về vụ việc và thông báo rằng anh ấy sẽ rời khỏi đội trong một vài ngày. Vào ngày 12 tháng 10, NBA đã phạt Green vì hành vi hành hung cùng với án treo giò. Vào ngày 15 tháng 10 năm 2022, Poole ký hợp đồng gia hạn 4 năm trị giá 140 triệu đô la với Warriors. Vào ngày 14 tháng 11, Poole ghi được 36 điểm sau với tỉ lệ ném 13/20 trong chiến thắng 132–95 trước San Antonio Spurs. Vào ngày 18 tháng 12, Poole đã ghi được 43 điểm, cao nhất sự nghiệp trong chiến thắng 126–110 trước Toronto Raptors. Vào ngày 30 tháng 12, Poole ghi được 41 điểm, cùng với 5 rebound và 6 kiến tạo trong chiến thắng 118–112 trước Portland Trail Blazers.
Ngày 25 tháng 1, Poole đã thực hiện 1 pha lay-up quyết định để mang về chiến thắng 122-120 trước Memphis Grizzlies.

## Thống kê sự nghiệp

### NBA

#### Mùa giải chính
| Năm       | Đội          | GP  | GS | MPG  | FG%  | 3P%  | FT%   | RPG | APG | SPG | BPG | PPG  |
| --------- | ------------ | --- | -- | ---- | ---- | ---- | ----- | --- | --- | --- | --- | ---- |
| 2019–20   | Golden State | 57  | 14 | 22.4 | .333 | .279 | .798  | 2.1 | 2.4 | .6  | .2  | 8.8  |
| 2020–21   | Golden State | 51  | 7  | 19.4 | .432 | .351 | .882  | 1.8 | 1.9 | .5  | .2  | 12.0 |
| 2021–22†  | Golden State | 76  | 51 | 30.0 | .448 | .364 | .925* | 3.4 | 4.0 | .8  | .3  | 18.5 |
| Sự nghiệp | Sự nghiệp    | 184 | 72 | 24.7 | .416 | .341 | .885  | 2.6 | 2.9 | .7  | .2  | 13.7 |

#### Playoffs
| Năm       | Đội          | GP | GS | MPG  | FG%  | 3P%  | FT%  | RPG | APG | SPG | BPG | PPG  |
| --------- | ------------ | -- | -- | ---- | ---- | ---- | ---- | --- | --- | --- | --- | ---- |
| 2022†     | Golden State | 22 | 5  | 27.5 | .508 | .391 | .915 | 2.8 | 3.8 | .8  | .4  | 17.0 |
| Sự nghiệp | Sự nghiệp    | 22 | 5  | 27.5 | .508 | .391 | .915 | 2.8 | 3.8 | .8  | .4  | 17.0 |

### Đại học
| Năm       | Đội       | GP | GS | MPG  | FG%  | 3P%  | FT%  | RPG | APG | SPG | BPG | PPG  |
| --------- | --------- | -- | -- | ---- | ---- | ---- | ---- | --- | --- | --- | --- | ---- |
| 2017–18   | Michigan  | 38 | 0  | 12.5 | .429 | .370 | .827 | 1.4 | .6  | .5  | .2  | 6.1  |
| 2018–19   | Michigan  | 37 | 37 | 33.1 | .436 | .369 | .833 | 3.0 | 2.2 | 1.1 | .2  | 12.1 |
| Sự nghiệp | Sự nghiệp | 75 | 37 | 22.7 | .434 | .370 | .831 | 2.2 | 1.4 | .8  | .2  | 9.4  |

## Đời sống cá nhân
Poole là con trai của Monet và Anthony Poole. Poole có một người chị gái theo học tại Marquette. Anh ấy cũng có một người em gái.